# Manoir de Villefrault
Le manoir de Villefrault est un manoir situé à Nazelles-Négron (Indre-et-Loire) et inscrit aux monuments historiques le 27 juin 1962.